# بيرازوليدين
بيرازوليدين هو مركب عضوي حلقي غير متجانس له الصيغة الكيميائية C3H8N2، ويكون على شكل سائل.
ينتمي المركب إلى مجموعة مركبات أمينال؛ وهو يتألف بنيوياً من حلقة خماسية مشبعة حاوية على ذرتي نتروجين، وهو بذلك يعد الشكل المشبع من بيرازول.

## التحضير
يحضر مركب بيرازوليدين ومشتقاته من تفاعل تشكيل الحلقة بين 3،1-ثنائي كلورو البروبان أو 3،1-ثنائي برومو البروبان مع الهيدرازين.
{\displaystyle \mathrm {Br{-}(CH_{2})_{3}{-}Br\ +\ N_{2}H_{4}\ {\xrightarrow {\Delta T}}\ C_{3}H_{8}N_{2}\ +\ 2HBr} }

## الخواص
يوجد مركب بيرازوليدين في الشروط القياسية على شكل سائل، له نقطة تجمد تتراوح بين 10 - 12 °س، ويغلي عند 138 °س، وهو أكثر استقراراً من مصاوغه إيميدازوليدين، ولكن لديه قابلية استرطاب مرتفعة.

## اقرأ أيضاً
- إيميدازوليدين
- أكسازوليدين